# Bellefont-La Rauze
Bellefont-La Rauze é uma comuna francesa na região administrativa da Occitânia, no departamento de Lot. Estende-se por uma área de 38.22 km², e possui 1.234 habitantes, segundo o censo de 2018, com uma densidade de 32 hab/km².
Foi criada, em 1 de janeiro de 2017, a partir da fusão das antigas comunas de Laroque-des-Arcs, Cours e Valroufié.